# ورنر لوتسمان
ورنر لوتسمان (استونیایی: Värner Lootsmann؛ زادهٔ ۱۸ اوت ۱۹۴۵) سیاستمدار و نماینده سابق مجلس اهل استونی است.